# 寒川村 (栃木県)
寒川村（さむかわむら）は、栃木県の南部、下都賀郡に属していた村。

## 地理
- 河川 - 巴波川、永野川、与良川

## 歴史
- 1871年（明治4年）4月 - 廃藩置県により古河県に属する。
  - 11月 - 古河県廃止の際、栃木県に編入。
- 1889年（明治22年）4月1日 - 寒川郡廃止、下都賀郡へ編入。町村制施行により、寒川村、中里村、鏡村、迫間田村、押切村が合併し下都賀郡寒川村が成立する。
- 1956年（昭和31年）9月30日 - 間々田町へ編入される。

## 村長
- 森田正義

## 人口推移
- 1920年（大正9年）…2,382人
- 1925年（大正14年）…2,390人
- 1930年（昭和5年）…2,419人
- 1935年（昭和10年）…2,397人
- 1940年（昭和15年）…2,408人
- 1947年（昭和22年）…2,989人
- 1950年（昭和25年）…2,905人